# Lucas Sang
Lucas Sang, né le 12 février 1961 et décédé le 1er janvier 2008, est un athlète kenyan spécialiste du 400 mètres. Membre du relais 4 × 400 m lors des Jeux olympiques de Séoul en 1988, il dispute la finale, terminant huitième. À Séoul, il participe également au 400 m individiuel et court la demi-finale.
Sang représente aussi sur 400 m le Kenya pour les Jeux panafricains 1987 à Nairobi et les Championnats d'Afrique d'athlétisme 1988 à Annaba et l'Afrique à la Coupe du monde des nations d'athlétisme 1989 à Barcelone.
Après sa carrière sportive, Sang devient fermier à Moiben. Il reste toutefois dans le monde sportif en devenant président du comité national olympique kényan (NAKO).
Il est retrouvé mort par son frère, le corps lacéré à la machette, lors des violences inter-ethniques au Kenya.